# Athena (игра)
Athena (яп. アテナ) — видеоигра жанра платформер с элементами RPG, разработанная и выпущенная компаний SNK в 1986 году для аркадных автоматов. Впоследствии игра вышла на NES, Commodore 64 и ZX Spectrum. Стала первой игрой трилогии приключений Athena, выпущенных в 1987 и 1999 году на Amstrad CPC, Commodore 64, ZX Spectrum и PlayStation.

## Сюжет
Сюжет игры достаточно прост, главная героиня игры — Афина, богиня мудрости, — скучает от спокойной жизни в своём замке и, чтобы развеяться, отправляется в кишащий врагами мир фантазий, которым правит злодей Фауст. Теперь Афине предстоит очистить мир фантазий от зла и в финальном сражении одолеть самого Фауста.

## Геймплей
Игра представляет собой типичный двухмерный платформер с боковым скроллером и некоторыми элементами ролевой игры. Как ясно из названия, игра частично основана на древнегреческой мифологии и большая часть врагов просто выдумана разработчиками. Уровень сложности игры достаточно высокий, враги постоянно появляются со всех сторон. Для борьбы с ними Афина сначала использует пинки ногами, однако по мере прохождения игры появляется возможность подбирать более совершенное оружие: дубинки, мечи, лук, магический посох и другие. Кроме того, для более высокой защиты, можно найти щиты и различные элементы доспехов.
Игра состоит из 8 уровней: мир лесов, мир пещер, морской мир, небесный мир, ледяной мир, мир ада, мир лабиринта и мир миров. Бо́льшая часть игры проходит на суше, хотя есть и подводные этапы и этапы, в которых Афина получит возможность летать. В конце каждого из уровней игрока ждёт сражение с особо сильными противниками — соратниками злодея Фауста.

## Варианты игры
Первая версия игры, разработанная и выпущенная SNK, появилась в 1986 году на аркадных автоматах. В 1987 году игра была переиздана на NES (разработчик — Micronics, издатель — SNK. японская версия вышла 6 мая, северо-американская — в августе), на ZX Spectrum (разработчик и издатель — Imagine Software Ltd) и на Commodore 64 (разработчик и издатель — Imagine Studios).

Сравнение версий игры
на аркадном автомате
на Commodore 64
на NES
на ZX Spectrum

Сценаристом игры на Commodore 64 является Аллан Шортт (англ. Allan Shortt), работавший над разработкой таких игр, как Batman: The Movie и Lethal Weapon. Музыку к игре написал Мартин Галвэй (англ. Martin Galway), один из самых известных композиторов Commodore 64 и ZX Spectrum, известный по музыке к играм Arkanoid на Commodore 64, Green Beret, Wing Commander II и Wing Commander IV, Ultima VII и Ultima Underworld: The Stygian Abyss и т. д.

### Продолжения игры
В серии Athena было выпущено ещё две игры, сиквел Psycho Soldier в 1988 году (в 2008 году для Windows) на Amstrad CPC, Commodore 64, Windows, ZX Spectrum и аркадных автоматах и спин-офф Athena: Awakening from the Ordinary Life — 3 ноября 1999 года на PlayStation.

### Athena в других играх
Кроме Psycho Soldier и Athena: Awakening from the Ordinary Life главная героиня серии — Афина — появлялась под именем Athena Asamiya в игре 2000 года The King of Fighters 2000 (на Sega Dreamcast, PlayStation 2, Neo Geo и на аркадных автоматах) как один из возможных к выбору персонажей, в игре 2003 года SNK vs. Capcom: SVC Chaos (на Xbox, PlayStation 2, Neo Geo и на аркадных автоматах) в качестве секретного противника, в коллекционной карточной видеоигре 1999 года SNK vs. Capcom: Card Fighter’s Clash — SNK Version (на Neo Geo Pocket Color), на Nintendo DS в серии симуляторов свиданий Days of Memories и в ремейке игры 2006 года для мобильных телефонов Athena on Stage & Athena: Full Throttle.

## Критика
Видеоигра Athena была встречена критиками довольно неоднозначно. В то время как версия игры на Commodore 64 и ZX Spectrum получила достаточно высокие оценки, NES-вариант был воспринят многими слишком сложным, намного сложнее оригинала.

### Рецензии
- Специализирующийся на играх Commodore 64 британский журнал Zzap!64 в ноябре 1987 года поставил игре 76 баллов из 100, назвав Athena сложной, но увлекательной игрой с рядом неплохих моментов[9].
- Другой британский журнал компьютерных игр — ACE (Advanced Computer Entertainment) — в октябрьском номере 1987 года оценил Athena на ZX Spectrum в 63 балла. Несмотря на невысокую оценку, журнал положительно отозвался о графическом оформлении и музыкальном сопровождении игры[10].
- Hardcore Gaming 101, посвящённый компьютерным играм сайт, в рецензии 2000 года поставил версии игры для NES всего 3 балла из 10. Критик сайта назвал игру скучной и чрезмерно сложной, назвав игру худшей из всего, во что он когда-либо играл[11].
- Ещё один посвящённый видеоиграм сайт — Flyingomelette.com — в 2001 году поставил NES-версии Athena минимальные 1 балл из 5, написав, что со своим бедным дизайном и плохим управлением игра даже близко не приближается к стандарту платформеров того времени[12].